# 기후 육군비행학교
기후 육군비행학교(岐阜陸軍飛行学校)는 기후현 가카미가하라시 소재 일본 제국 육군 항공대의 학교다. 1940년 8월 1일부터 1943년 4월 1일까지 운영되었다.